# مانويل بونس
مانويل بونس (بالإسبانية: Manuel M. Ponce)‏ هو ملحن وعازف بيانو مكسيكي، ولد في 8 ديسمبر 1886 في ولاية زاكاتيكاس في المكسيك، وتوفي في 24 أبريل 1948 في مدينة مكسيكو في المكسيك.

## وصلات خارجية
- مانويل بونس على موقع IMDb (الإنجليزية)
- مانويل بونس على موقع ميوزك برينز (الإنجليزية)
- مانويل بونس على موقع أول ميوزيك (الإنجليزية)
- مانويل بونس على موقع ديسكوغز (الإنجليزية)